# SWMM
アメリカ合衆国環境保護庁のSWMM(Storm Water Management Model、雨水管理モデル）は、主に都市および郊外の表面流出および地下流出の質と量に関する長期間のシミュレーションを用いた動学的降雨水量流出モデルである。SWMMに含まれる流出水や水系は、シミュレーションによって、蒸発や浸透によって部分集水域から失われた量を計算した後の、降水や流出、汚染物質負荷を受容する部分集水域における集積量に作用している。SWMMのルートや水文学的構成は、流水や全ての水系を運搬しているが、閉管、開水路、貯蔵／処理装置、ポンプ、開口部、堰、調整施設などのシステムを通じたものである。SWMMは部分集水域で生まれた水質と水量を描き、流速、水系の深さおよびパイプを流れる水の水質は、可変速の時間ステップである。ベストプラクティスやLIDなどの手法を用いて水域系にある部分集水域からシミュレートされたSWMMは、アメリカ環境保護庁などの機関において幅広く使用されている。

## SWMMの歴史
SWMMは、初期に1969年-1971年に運用された。その後、1975年、1981年、1988年の3回の改訂を経た後に、FORTRANからC言語へのリライトがされた。
アメリカ環境保護庁のSWMMは、水域的な流域データやリアルタイムコントロール、水質シミュレーションをMicrosoft Windows XPとMicrosoft Windows Vistaの下で動かし、地理環境の統合的情報を与える。
最近リライトされたアメリカ環境保護庁SWMMは、アメリカ環境保護庁の国家リスクマネージメントリサーチ研究室の水供給および水資源部門において生み出され、ここにはCRADA(Cooperative Research and Development Agreement)の下のCDM Incのコンサルトを受けている。 アメリカ環境保護庁のSWMMのアップデートの歴史については、そのホームページを参照されたい。

## 統合的解決
例えば、SWMM5での大きな進歩は、都市・郊外における表面と地下における水域を、排水ネットワークの水文学的コンピューティングを使って行うことであろう。水文学と水力学の2つのコンピューティングを分ける著しい改善を見る進歩であり、実際の環境で物理的に発生する相互の作用をモデル化することがコンセプトとして可能になった。SWMM5の数値エンジンは、表面流出や地下の水域を計算し、乾湿の水域的時間進行を気候データから課すことができる。水域のリンク、結節点、コントロールルールおよびネットワークの境界条件を導出する水文学的計算法では、補間法ルーチンを用いた水域の時間ステップを固定速度／可変速度で計算し、水域の始値・終値をシミュレートすることで得られる。